# 内蒙古自治区司法厅
内蒙古自治区司法厅是内蒙古自治区人民政府的组成部门、主管内蒙古自治区司法行政工作的省级司法行政机关。